# Stanislav Ivanovyč Hurenko
Stanislav Ivanovyč Hurenko (in ucraino Станiслав Iванович Гуренко?; in russo Станислав Иванович Гуренко?, Stanislav Ivanovič Gurenko; Ilovajs'k, 30 maggio 1936 – Kiev, 14 aprile 2013) è stato un politico sovietico ucraino, membro del Partito Comunista dell'Unione Sovietica.

## Biografia
Michail Gorbačëv portò il suo alleato Hurenko a rimpiazzare Vladimir Ivaško come primo segretario del Partito Comunista dell'Ucraina il 22 giugno 1990. Hurenko rassegnò le dimissioni dalla sua carica il 1º settembre 1991, dopo la proclamazione dell'indipendenza dell'Ucraina dall'Unione Sovietica.
Da quel momento fu membro della Verchovna Rada.
Hurenko è morto il 14 aprile 2013, all'età di 76 anni, a causa di un cancro.